# サイラス・クリスティ
サイラス・シルヴェスター・フレデリック・クリスティ（Cyrus Sylvester Frederick Christie、1992年9月30日  - ）は、イングランド・ウェスト・ミッドランズ州コヴェントリー出身のプロサッカー選手。アイルランド代表。ハル・シティAFC所属。ポジションは、ディフェンダー。

## クラブ経歴

### コヴェントリー・シティ
地元クラブのコヴェントリー・シティFCで育成され、2010年8月10日のモアカムFC戦でトップチームデビュー。
2011年1月、カンファレンス・ノースに所属していたナニートン・タウンFCにレンタル移籍したが、5試合に出場したところで呼び戻された。2月、ヒンクリー・ユナイテッドFCにレンタル移籍、8試合に出場した。

### ダービー・カウンティ
2014年7月10日、ダービー・カウンティFCに3年契約で移籍。コヴェントリーとの契約は満了していたが、ダービー・カウンティが育成費用を支払うことで合意していた。
8月9日のロザラム・ユナイテッドFC戦で移籍後初出場。ジェフ・ヘンドリックの決勝ゴールをアシストし1-0 の勝利に貢献した。2016年2月20日のブレントフォードFC戦で移籍後初ゴール。

### ミドルズブラ
2017年7月7日、チームメイトのジョニー・ハウソンと共にミドルズブラFCに移籍。

### フラム
2018年1月31日、フラムFCに移籍。
2020年9月18日、ノッティンガム・フォレストFCに1シーズンレンタル移籍。
2022年1月13日、スウォンジー・シティAFCへレンタル移籍。

### ハル・シティ
2022年8月26日、ハル・シティAFCに移籍。

## 代表歴
クリスティ自身はイングランドで生まれ育ったが、祖母がダブリン出身のためアイルランド代表を選択する権利も有していた。2014年10月、アイルランド代表監督のマーティン・オニールはクリスティを代表に招集する意向を明らかにした。11月10日、UEFA EURO 2016予選・スコットランド代表戦およびアメリカ代表との親善試合に向けたメンバーに選ばれた。
2014年11月18日、アビバ・スタジアムで開催されたアメリカ代表戦で初キャップを記録。出場2試合目のジブラルタル代表戦で初ゴール。